# Robbe Modellsport
|  | Dieser Artikel wurde aufgrund von inhaltlichen oder formalen Mängeln auf der Qualitätssicherungsseite des Portals Luftfahrt eingetragen. Dies geschieht, um die Qualität der Artikel aus dem Themengebiet Luftfahrt auf ein akzeptables Niveau zu bringen. Dabei werden Artikel gelöscht, die nicht signifikant verbessert werden können. Bitte hilf mit, die inhaltlichen Mängel dieses Artikels zu beseitigen, und beteilige dich bitte an der Diskussion. Artikel eintragen |

Die Firma Robbe Modellsport war ein Modellbauhersteller, welcher neben Simprop, Graupner und Multiplex zu den „großen Vier“ Unternehmen gehörte, die den RC-Modellbau in Deutschland populär gemacht und mit ihrem Vollsortiment geprägt haben. Im Jahr 2015 musste das Traditionsunternehmen nach 70 Jahren Modellbaugeschichte Insolvenz anmelden. Der Vertrieb einiger der Produkte läuft seither über den größten europäischen Modellbauhändler Fa. Modellbau Lindinger GmbH. Die Schiffsmodelle, für die Robbe ebenfalls sehr bekannt war, wurden von der Firma Krick ins Sortiment übernommen.

## Geschichte
Die Firma wurde 1924 in Deutschland als Sägewerk im Vogelsberg-Gebiet von Robert Becker gegründet, der Firmenname wurde aus Robert Becker zusammengesetzt.
1945 wurde mit dem Import von Balsaholz aus Südamerika begonnen, worauf der Sohn des Firmengründers, Hubert Becker, den Bedarf im Modellbau-Segment für dieses Holz erkannte.
Ab etwa 1958 bot Robbe ein komplettes Modellprogramm für den Modellbau an, zunächst mit Fernsteueranlagen namens „Ka-Fu“ und „maroton/eroton“ (so im Katalog von 1961). In den frühen 1960er Jahren übernahm man den Vertrieb von telekont-Produkten, die zu der Zeit als revolutionäre Fernsteueranlagen galten. In den späten 1960ern wurde eine Kooperation mit dem japanischen Unternehmen Futaba eingegangen, welches maßgeblich für die Entwicklung der Robbe-Fernsteuerungen verantwortlich zeichnete. In Europa war Robbe bis zur Insolvenz 2015 der Vertriebspartner von Futaba Funk- und Servotechnik, die unter dem Namen „Robbe Futaba“ verkauft wurde.
Auch bei der Einführung des Elektromodellfluges und der ersten Modellhubschrauber (System Dieter Schlüter) war Robbe wegweisend. Robbe bot in der Frühzeit des Elektrofluges als erster Vollsortimenter die neuartigen E-Motoren mit Cobalt-Samarium-Magneten von Keller an. Die zweite deutsche Meisterschaft im Elektroflug 1976 wurde von Joseph Stadelbauer mit dem Baukastenmodell Robbe „Edelweis“ gewonnen.
Robbe war bis in den 90er Jahren vor allem dafür bekannt, komplexe, hochwertige, aber auch teure Bausätze fast komplett in-house sowohl zu entwickeln als auch zu fertigen. Mit dem digitalen Zeitalter und steigendem Interesse am Markt für günstigere „ready-to-run“-Modellen, die einen minimalen Bauaufwand benötigten, musste die Modellbaubranche sich neu positionieren. Die Produktion von Bausätzen wurde so weit wie möglich ins Ausland verlagert, um Kosten zu reduzieren, zudem wurden fertig konzipierte und hergestellte Modelle zugekauft. Es brach eine schwierige Zeit für die Branche an, die beispielsweise Graupner nicht stemmen konnte.
Im Jahr 2005 kam robbe diesem Ziel ein großes Stück näher, mit der Übernahme des deutschen Vertriebs des taiwanischen Modellhelikopter-Herstellers Align. 2014 wurde die Zusammenarbeit mit asiatischen Modellbauunternehmen mit der Übernahme von Kyosho Deutschland weiter verstärkt.
Zwischen 2011 und 2012 wurden die ehemalige Produktionshalle und das B-Waren-Lager (auf der Nord-Ost-Seite des Geländes) in ein neues Logistikzentrum mit Verladerampen umgebaut. Robbe entwickelte sich weiter vom Modellentwickler und Hersteller zum Importeur und Vermarkter. Für einen schnellen Warenumsatz mussten eingegangene Modellsätze rasch mit deutschsprachiger Dokumentation oder zusätzlichem Zubehör versehen werden, um zum Weiterverkauf im Versandlager zur Verfügung zu stehen. Zusätzlich konnten die Lager, die zuvor über das komplette Werk verteilt waren, dadurch konzentriert werden, was die Verwaltung der Bestände und die Zusammenstellung der Teile für den Versand vereinfachte.
Im Februar 2015 musste robbe Modellsport Insolvenz anmelden. Die Zusammenarbeit mit Zulieferern wie Align und Kyosho hatte für stabile Umsätze gesorgt, konnte aber die Zinsen für vorfinanzierte Ware und Investitionen der vergangenen Jahre nicht ausgleichen. 2016 wurde bekannt, dass die ehemaligen Mitarbeiter des Unternehmens durch erfolgreiche Verwertungsmaßnahmen eine Abfindung erhalten würden.
Seit der Insolvenz werden die Futaba-Funkfernsteuer-Produkte nun von Ripmax unter dem Namen Ripmax Futaba vertrieben.

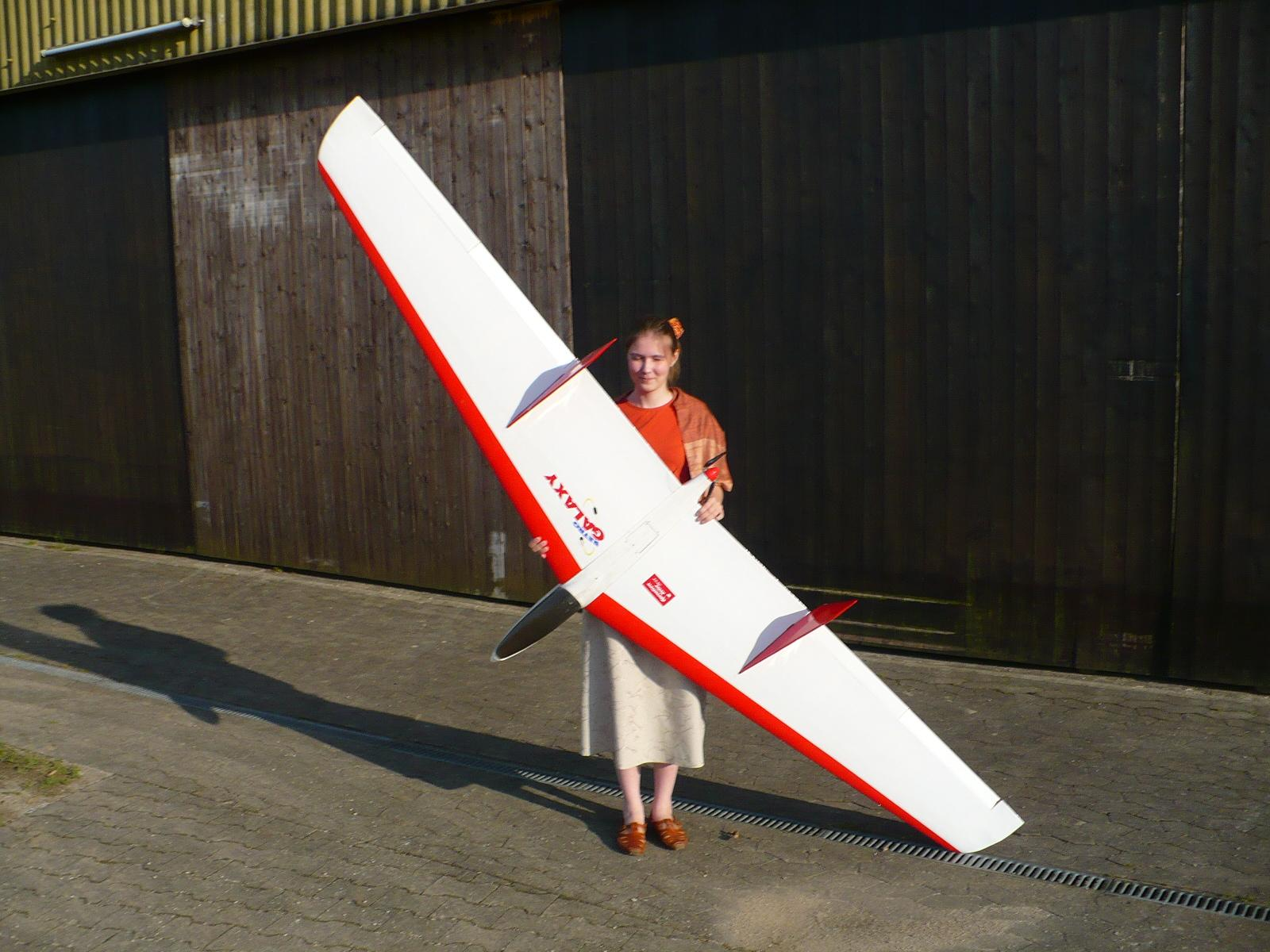
Robbe-Nurflügel „Galaxy“
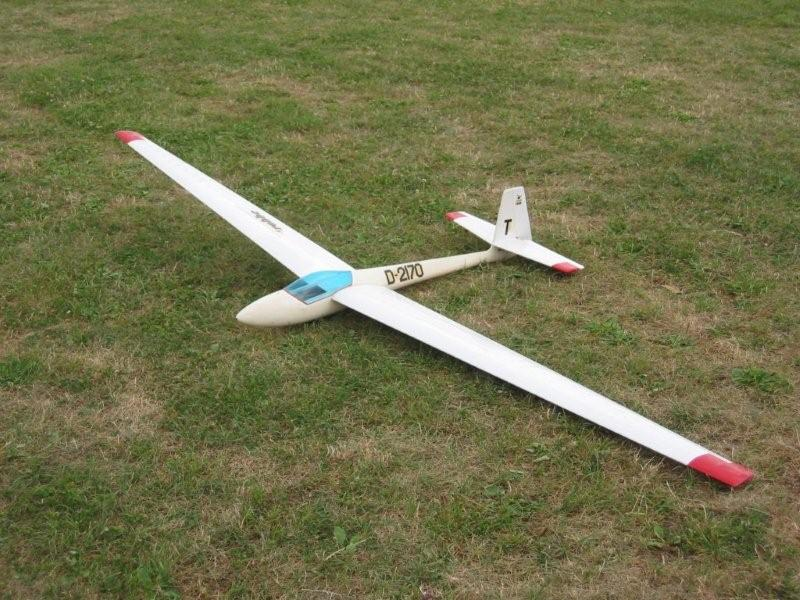
Robbe Libelle
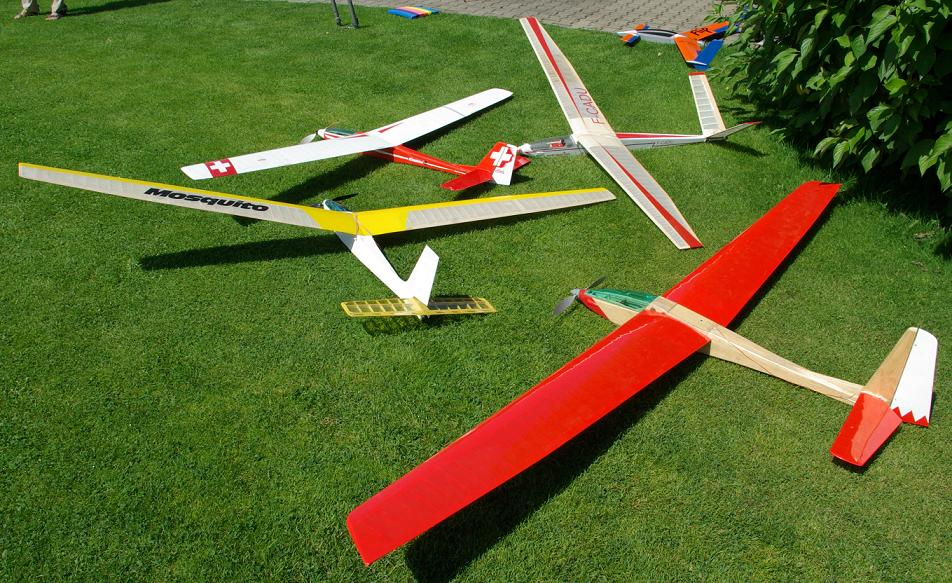
Frühe Elektromodelle, rechts oben eine Robbe Edelweiss